# Konyaspor Kulübü
El Konyaspor Kulübü és un club de futbol turc de la ciutat de Konya. Va ser fundat oficialment el 1922 adoptant els colors negre i blanc. L'any 1981, després de la seva fusió amb el club rival local Konya İdmanyurdu, adoptà els colors verd i blanc; és a dir, adoptà el nom del Konyaspor i els colors del Konya İdmanyurdu.

## Palmarès
- Copa TSYD (5)
- Segona divisió categoria A (1): 2003
- Segona divisió (1): 1988
- Tercera divisió (1): 1971